# Facundo Vázquez
Facundo Vázquez (Buenos Aires, Argentina, 23 de abril de 1998) es un baloncestista argentino que se desempeña como base en Peñarol de Mar del Plata de la Liga Nacional de Básquet de Argentina. Es hijo del entrenador de baloncesto Alejandro Vázquez.

## Carrera profesional

### Clubes
| Club                     | País      | Año             |
| ------------------------ | --------- | --------------- |
| Platense                 | Argentina | 2015 - 2017     |
| Olímpico                 | Argentina | 2017            |
| Platense                 | Argentina | 2017 - 2018     |
| Olímpico                 | Argentina | 2018 - 2019     |
| Platense                 | Argentina | 2019 - 2021     |
| Gimnasia y Esgrima       | Argentina | 2021 - 2023     |
| Platense                 | Argentina | 2023 - 2024     |
| Plateros de Fresnillo    | México    | 2024            |
| Platense                 | Argentina | 2024 - 2025     |
| Peñarol de Mar del Plata | Argentina | 2025 - Presente |

## Selección nacional
Vázquez formó parte del seleccionado universitario de Argentina que, en agosto de 2023, terminó cuarto en la Universiada de 2021.